# Dóbro Pólie
Dóbro Pólie är en bergstopp i Nordmakedonien, på gränsen till Grekland. Den ligger i den södra delen av landet, 110 kilometer söder om huvudstaden Skopje. Toppen på Dóbro Pólie är 1 524 meter över havet.
Terrängen runt Dóbro Pólie är kuperad åt nordväst, men åt sydost är den bergig.Runt Dóbro Pólie är det ganska glesbefolkat, med 34 invånare per kvadratkilometer.. Närmaste större samhälle är Gradešnica, 10,8 kilometer väster om Dóbro Pólie. 
Omgivningarna runt Dóbro Pólie är en mosaik av jordbruksmark och naturlig växtlighet.